# Heeresgruppe C
Heeresgruppe C was een legergroep van het Duitse leger tijdens de Tweede Wereldoorlog. Deze Heeresgruppe werd twee keer opgericht.

## Geschiedenis

### 26 augustus 1939 - 22 juni 1941
Op 26 augustus 1939 werd Heeresgruppe C gevormd uit Heeresgruppenkommando 2 en bij het uitbreken van de Tweede Wereldoorlog belast met het verdedigen van het Westfront. Bij de inval in Frankrijk brak zij door het Maginotlinie. Daarna werd zij naar Oost-Pruisen verplaatst en op 22 juni 1941 werd zij bij aanvang van Operatie Barbarossa hernoemd in Heeresgruppe Nord.

### 26 november 1943 - 2 mei 1945
Op 26 november werd Heeresgruppe C opnieuw gevormd en belast met de verdediging in Italië. Op 2 mei 1945 capituleerde de Heeresgruppe.

## Commando[1]
| Rang                     | Naam                     | Begin            | Eind          | Opmerking |
| ------------------------ | ------------------------ | ---------------- | ------------- | --------- |
| Generalfeldmarschall     | Wilhelm Ritter von Leeb  | 26 augustus 1939 | 22 juni 1941  |           |
| Generalfeldmarschall     | Albert Kesselring        | 26 november 1943 | 10 maart 1945 |           |
| Generaloberst            | Heinrich von Vietinghoff | 10 maart 1945    | 30 april 1945 |           |
| General der Infanterie   | Friedrich Schulz         | 30 april 1945    | 1 mei 1945    |           |
| General der Panzertruppe | Hans Röttiger            | 1 mei 1945       | 2 mei 1945    |           |

## Eenheden[2]
| Periode        | Eenheden                                         |
| September 1939 | 7. Armee, 1. Armee, 5. Armee, Armee-Abteilung A  |
| Oktober 1939   | 7. Armee, 1. Armee                               |
| Juli 1940      | 1. Armee, 12. Armee, 2. Armee                    |
| September 1940 | 7. Armee, 6. Armee, 2. Armee. 1. Armee           |
| November 1940  | 2. Armee, 11. Armee                              |
| December 1940  | 2. Armee, 11. Armee, Panzergruppe 3              |
| April 1941     | 11. Armee, Panzergruppe 3                        |
| Mei 1941       | 18. Armee, 16. Armee, Panzergruppe 4             |
| December 1943  | 10. Armee, 14. Armee                             |
| April 1944     | 10. Armee, 14. Armee, Armee-Abteilung von Zangen |
| Augustus 1944  | 10. Armee, 14. Armee, Armee Ligurien             |
| November 1944  | 10. Armee, Armeegruppe Ligurien                  |
| Maart 1945     | 10. Armee, 14. Armee, Armee Ligurien             |